# Kostel Mart Meskinta (Mosul)
Mart Meskinta (arabsky: كنيسة القديسة مسكنتة الكلدانية, anglicky také Mārt Meskanta, Mart Miskinta,  česky Svatá Meskinta) je největší křesťanská stavba ve městě Mosul, v místní části Mansuryia, v guvernorátu Ninive v Iráku. Je to protokatedrála chaldejské katolické církve východosyrského ritu. Je hlavou a sídlem chaldejské archieparchie, podřízené přímo Římu (papeži).

## Historie
Kostel byl založen v Mosulu jako třetí křesťanský, po nedalekém kostele sv. Tomáše (Mar Tuma ze 7. století), a po klášteře svatého Eliáše (Dair Mar Elia), a to ve 12. století. První písemná zmínka je o něm v modlitební knize z roku 1199, další pocházejí až ze 17. a 18. století. V 19. a raném 20. století byla křesťanská obec v Mosulu a jeho okolí poměrně početná a svobodná, čítala 8 chaldejských a 10 syrských kostelů.
V roce 1851 dal patriarcha Joseph Audo kostel významně stavebně rozšířit, také oddělil jeho působení od církve nestoriánské a dal jej převést pod správu chaldejské katolické církve. Byl založen rovněž chaldejský kněžský seminář, později vystřídaný mosulským seminářem dominikánů.
Během války v Iráku v roce 2008 byly stavba chrámu, školy a sirotčince  poškozeny a k dalšímu poboření došlo v letech 2014-2017 za války proti Islámskému státu. Samotná stavba a její statika nebyly porušeny, zničeny jsou některé klenby i se střechami, výplně oken, vrata a vnitřní vybavení. Rozebrány byly některé kamenné články vnější dekorace, zčásti chybí mramorová dlažba kostela. Z betonových desek kolem kostela byly vytrhány železné výztuhy.

### Současnost
Architekt Guilllaume de Beaurepaire v roce 2021 vydal obsáhlou knihu, v níž popsal a zhodnotil dvě desítky dochovaných staveb křesťanských kostelů v Mosulu a navrhl postup jejich památkové obnovy. Mart Meskinta mezi nimi zaujímá pozici největší a historicky i stavebně nejcennější architektury.

## Architektura
Kostel je trojlodní bazilika orientovaná na jiho-jihovýchod. Má pravoúhlý závěr se dvěma kupolemi a na severozápadním nároží mohutnou čtyřpatrovou hranolovou věž, původně se dvěma ciferníky věžních hodin a krytou helmicí. K závěru jsou ze tří stran přistavěny půlkruhové apsidy. Obdélná stavba, přiléhající ke kostelu z jižní strany, sloužila před rokem 2014 jako dívčí sirotčinec.

### Interiér
Stěny hlavní lodi jsou na úrovni patra zdobeny obloučkovým vlysem s polosloupky. Další geometrické ornamenty jsou shodné s islámským repertoárem. Mezi nimi a pod nimi jsou dekorativní panely s kaligrafickými nápisy v arabštině, psané chaldejskou abecedou.  Další nápisy na stěnách jsou psané rukou arabsky i francouzsky a zanechali je tam arabští extremisté při poslední destrukci kostela. 
Závěr je od lodi oddělen chórovou přepážkou. Hlavní oltář je zničený.
V bočních lodích jsou novogotické náhrobky mosulských biskupů a patriarchů.

## Patrocinium
Kostel je pojmenován po křesťanské mučednici jménem Meskinta, která se údajně vzepřela Jazdkartovi II., 16. perskému králi sásánovské říše, který vládl v letech 438-457. Meskinta  místní děti učila křesťanství v období, kdy se sasánovské úřady snažily prosadit zoroastrismus a potlačovaly všechna ostatní náboženství. 
Je to jediný kostel v Iráku, pojmenovaný po této světici. 
Po rozkolu uvnitř církve Východu během šestnáctého století se Mart Meskinta stala kostelem chaldejské katolické církve.